# Cotia
Cotia là một thành phố ở bang São Paulo ở Brasil. Dân số năm 2006 là 179.685. Thành phố này nằm ở độ cao 853 m, mật độ dân số 554,77 người/km² và diện tích 324 km². Cotia được nối với quốc lộ Rodovia Raposo Tavares.

## Biến động dân số
| Năm  | Dân số  | Mật độ dân số |
| ---- | ------- | ------------- |
| 2003 | 161.782 | 399,22/km²    |
| 2004 | 170.206 | 535,33/km²    |
| 2006 | 179.685 | 554,77/km²    |

## Các thành phố giáp ranh
|                                        | Bắc: Carapicuíba, Itapevi, Jandira, Osasco |                                             |
| Tây: Vargem Grande Paulista, São Roque | Cotia                                      | Đông: Itapecerica da Serra, Embu, São Paulo |
|                                        | Nam: São Lourenço da Serra                 |                                             |